# Julien de Lallande Poydras

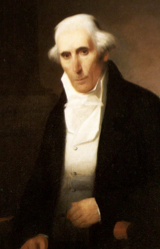

Julien de Lallande Poydras (*  3. April 1740 in Nantes, Frankreich; † 14. Juni 1824 im Pointe Coupee Parish, Louisiana) war ein US-amerikanischer Politiker. Zwischen 1809 und 1811 vertrat er das Orleans-Territorium als Delegierter im Repräsentantenhaus der Vereinigten Staaten.

## Werdegang
Julien Poydras wurde 1740 in Frankreich in der Zeit des Ancien Régime geboren. Nach seiner Schulzeit wurde er während des Siebenjährigen Krieges Soldat in der französischen Marine. Im Jahr 1760 geriet er in britische Kriegsgefangenschaft. In England gelang ihm die Flucht nach San Domingo, der heutigen Insel Hispaniola. Von dort kam er im Jahr 1768 in das damals spanische New Orleans. Dort verfasste er im Jahr 1779 die ersten in dieser Gegend gedruckten poetischen Werke. Er erlebte, wie seine neue Heimat im Jahr 1801 zunächst an Frankreich und dann im Jahr 1803 durch den von Präsident Thomas Jefferson getätigten Louisiana Purchase an die Vereinigten Staaten fiel.
Nach der im Jahr 1804 erfolgten Gründung des Orleans-Territoriums wurde Poydras erster Präsident des territorialen Regierungsrates. Damals gründete er auch das erste Waisenhaus für Frauen in New Orleans. Bei den Kongresswahlen des Jahres 1808 wurde Poydras als Delegierter seines Territoriums in den Kongress in Washington, D.C. gewählt, wo er am 4. März 1809 die Nachfolge von Daniel Clark antrat. Bis zum 3. März 1811 vertrat er als letzter Delegierter seines Territoriums dessen Interessen im US-Repräsentantenhauses. Danach entsandte der neu entstandene Bundesstaat Louisiana reguläre Kongressabgeordnete.
In Louisiana war Poydras der erste Präsident der verfassungsgebenden Versammlung dieses Staates.  Bei den Präsidentschaftswahlen des Jahres 1812 war er einer der Wahlmänner von Präsident James Madison. Außerdem gründete er noch das Poydras-Waisenhaus. Er war auch am Aufbau eines Bildungssystems im Pointe Coupee Parish beteiligt und starb am 14. Juni 1824.